# Anshuman Mondal
Anshuman Ahmed Mondal (geboren 21. August 1972 in Westbengalen, Indien) ist ein britischer Sozialwissenschaftler. 

## Leben
Anshu Mondal emigrierte 1976 mit seinen Eltern, Hindu und Muslim, beides Ärzte, nach England und wuchs in Rotherham auf. Er besuchte eine Boarding School in York. Mondal studierte Englisch an der University of Edinburgh und promovierte an der School of Oriental and African Studies (SOAS) der University of London.
Er erhielt im Jahr 2000 einen Lehrauftrag an der Brunel University. Von 2002 bis 2006 war er festangestellter Dozent an der University of Leicester und ist seit 2006 wieder als Reader in English bei Brunel tätig. Er hat mehrere Studien zum Postkolonialismus veröffentlicht. 2004 leitete er ein Forschungsprojekt des British Council unter dem Titel Faith and Secularism. Er schreibt für das Magazin Prospect. 2014 wurde er zum Vorsitzenden der Postcolonial Studies Association gewählt.

## Schriften
- Nationalism and Post-Colonial Identity: Culture and Ideology in India and Egypt. London : RoutledgeCurzon, 2003
- Amitav Ghosh. Manchester : Manchester University Press, 2007
- South and East Asia, in: John McLeod (Hrsg.): The Routledge companion to postcolonial studies. London : Routledge, 2007, S. 139–150
- Young British Muslim Voices. Oxford : Greenwood World Pub., 2008
- Islam and Controversy: The Politics of Free Speech after Rushdie. New York : Palgrave, 2014